# Elin Topuzakow
Elin Kalinow Topuzakow (ur. 5 lutego 1977 w Dimitrowgradzie) – bułgarski piłkarz, grający na pozycji środkowego obrońcy.
Jest wychowankiem ZSK Dimitrowgrad, ale bardzo szybko trafił do szkółki Lewskiego Sofia. W pierwszym zespole tego klubu zadebiutował już w wieku osiemnastu lat. Początkowo był tylko rezerwowym. Miejsce w pierwszym składzie wywalczył po powrocie z półrocznego wypożyczenia w Pirinie Błagojewgrad. Od sezonu 1999–2000 grał w podstawowej jedenastce; w tym czasie zdobył pięć tytułów mistrza kraju, sześć Pucharów oraz dotarł do ćwierćfinału Pucharu UEFA i wziął udział w Lidze Mistrzów. Był obok Daniela Borimirowa zawodnikiem o najdłuższym stażu w Lewskim; w dużej mierze dzięki temu nosił opaskę kapitana drużyny.
W 2007 roku w wyjściowej jedenastce Lewskiego grywał coraz rzadziej, podczas rundy jesiennej sezonu 2007–2008 stracił miejsce w składzie na rzecz Youssefa Rabeha. Ostatecznie, w styczniu 2008 roku wraz z Dimityrem Tełkijskim odszedł do izraelskiego Hapoelu Tel Awiw.
Po dwu latach gry w Izraelu latem 2009 roku powrócił do Lewskiego. W sezonie 2010/2011 grał w Hapoelu Ramat Gan.
W reprezentacji Bułgarii zadebiutował w 2000 roku, ale przez cztery kolejne lata występował w niej sporadycznie. Po Euro 2004, kiedy selekcjonerem został Christo Stoiczkow, ponownie zaczął otrzymywać powołania. Brał udział w większości meczów eliminacyjnych do Mundialu 2006. Początkowo był również podstawowym graczem drużyny walczącej o start na Euro 2008, jednak na początku 2007 roku jego miejsce w pierwszym składzie zajął klubowy kolega Igor Tomašić. Do kadry po prawie dwuletniej przerwie powrócił na początku 2009 roku, kiedy nowym selekcjonerem został jego dawny trener w Lewskim Stanimir Stoiłow.

## Sukcesy piłkarskie
- mistrzostwo Bułgarii 2000, 2001, 2002, 2006 i 2007, Puchar Bułgarii 1998, 2000, 2002, 2003, 2005 i 2007 oraz ćwierćfinał Pucharu UEFA 2006 i start w Lidze Mistrzów 2006–2007 z Lewskim Sofia